# 塞普尔韦达
塞普尔韦达，是西班牙卡斯蒂利亚-莱昂塞戈维亚省的一个市镇。 总面积124平方公里，总人口1293人（2001年），人口密度10人/平方公里。